# Роб Слотемакер
Роб Слотемакер (на нидерландски: Rob Slotemaker) е бивш пилот от Формула 1. Роден на 13 юни 1929 година в Батавия, Холандски Източни Индии.

## Формула 1
Роб Слотемакер прави своя дебют във Формула 1 в Голямата награда на Нидерландия през 1962 година, като не успява да вземе участие в самото състезание, защото колата му частен Порше не е готова.